# Margarethe von Trotta
Margarethe von Trotta (21 de febrer de 1942 a Berlín) és una actriu, directora i guionista de cinema alemanya, referent del Nou cinema alemany

## Biografia
Filla del pintor Alfred Roloff, va ser educada per la seva mare, aristòcrata bàltica, a Düsseldorf. Després d'haver aconseguit l'equivalent del diploma dels col·legis, fa dos anys d'estudis comercials en un institut tècnic i treballa a continuació en un despatx. Descobreix el cinema (Ingmar Bergman, la Nouvelle Vague) en una estada a París.
Passa el  batxillerat al començament dels anys 1960 i es llança en estudis d'arts plàstiques a Düsseldorf. A continuació s'instal·la a Múnic on estudia filologia de llengües germàniques i romanes. Però una vegada més canvia de via per entrar en un conservatori d'art dramàtic. El 1964 obté el seu primer gran paper a Dinkelsbühl.
El 1964, es casa amb el guionista Felice Laudadio amb qui  tindrà un fill, Felix. Se separen el 1970.
Després de treballar a Stuttgart, troba feina al Kleines Theater (Petit Teatre) de Frankfurt on serà actriu de 1969 a 1970. Von Trotta esdevé una actriu demanada entre els joves realitzadors alemanys, Herbert Achternbusch, Reinhard Hauff, i Rainer Werner Fassbinder. Farà quatre aparicions en les pel·lícules d'aquest últim.
El 1971, es casa en segons noces amb el director Volker Schlöndorff del qual es divorciarà el 1991. Des del 1977,  passa a la direcció. Després del seu divorci, s'instal·la a Itàlia, a continuació a París on resideix avui.

## Filmografia

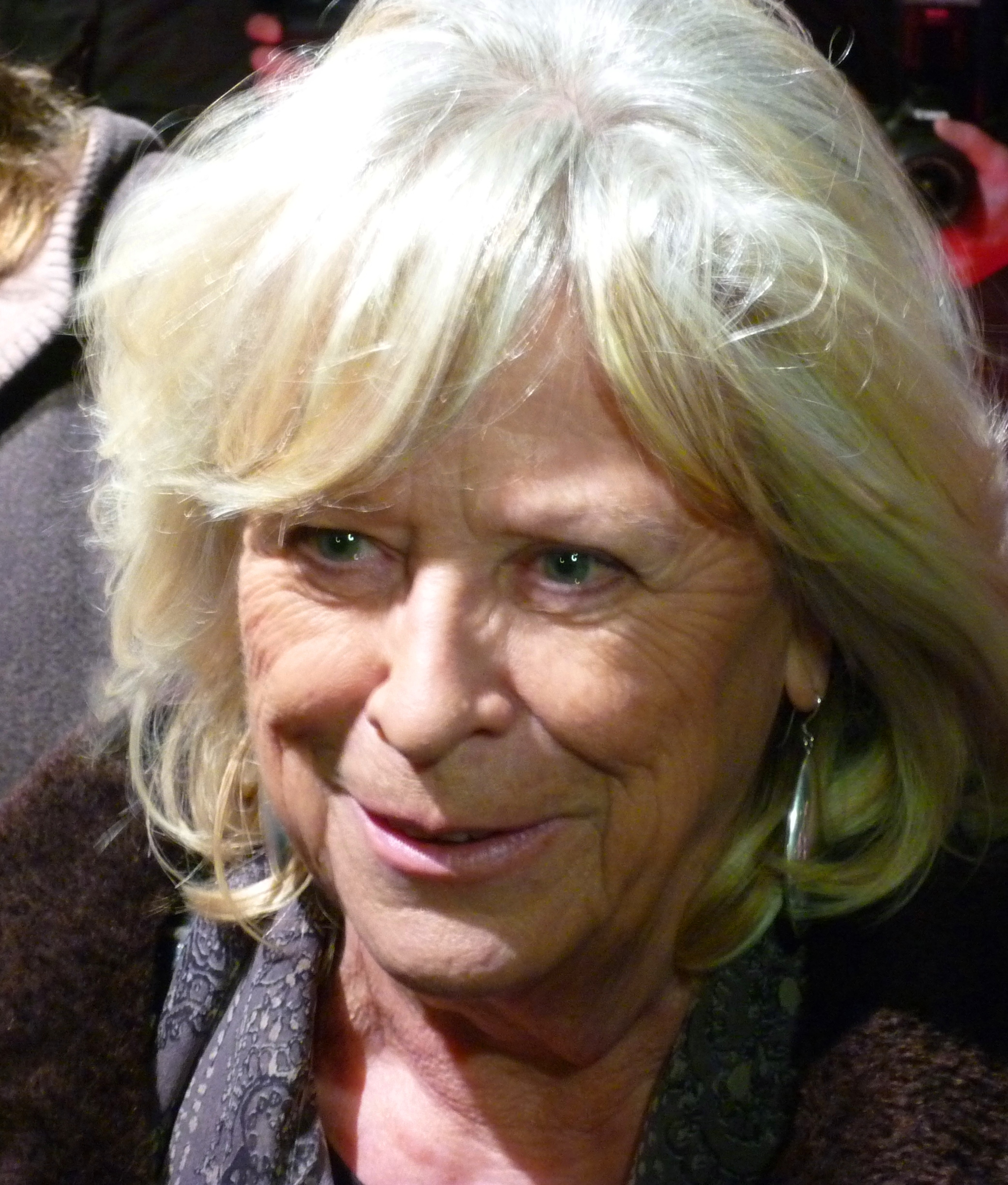
Margarethe von Trotta (gener 2013)

Les seves pel·lícules més destacades són:

### Com a actriu

#### Cinema
- 1967: Tränen trocknet der Wind
- 1969: Spielst Du mit schrägen Vögeln : Helga
- 1970:Götter der Pest : Margarethe
- 1970: Warum läuft Herr R. Amok?
- 1970: Der Amerikanische Soldat: Zimmermädchen
- 1971: Warnung vor einer heiligen Nutte: secretària de producció
- 1972: Die Moral der Ruth Halbfass
- 1974: Das Andechser Gefühl: actriu
- 1975: Die Verlorene Ehre der Katharina Blum oder: Wie Gewalt entstehen und wohin sie führen kann
- 1976: Die Atlantikschwimmer: Schwimmlehrerin
- 1976: Der Fangschuß de Volker Schlöndorff : Sophie de Reval
- 1977: Bierkampf: Frau mit Kind
- 1981: Rece do góry

#### Televisió
- 1966: Das Vergnügen, anständig zu sein: Zimmermädchen
- 1969: Brandstifter : Anka
- 1970: Baal : Sophie
- 1970: Drücker : Gitte
- 1971: Der Plötzliche Reichtum der armen Leute von Kombach : Sophie
- 1971: Paul Esbeck
- 1972: Strohfeuer: Elisabeth Junker
- 1973: Desaster
- 1974: Übernachtung in Tirol : Katja
- 1984: Blaubart : Jutta

### Com a directora

#### Cinema
- 1975 : L'honor perdut de Katharina Blum (Die Verlorene Ehre der Katharina Blum oder: Wie Gewalt entstehen und wohin sie führen kann)
- 1978 : Das Zweite Erwachen der Christa Klages
- 1979 : Schwestern oder Die Balance des Glücks
- 1981 : Les germanes alemanyes (Die Bleierne Zeit)
- 1983 : Follia de dona (Heller Wahn)
- 1986 : Die Geduld der Rosa Luxemburg
- 1988 : Felix
- 1988 :Paura e amore
- 1990 : El Africana
- 1993 :Il Lungo silenzio
- 1995 : Das Versprechen
- 2003 : Rosenstrasse
- 2006 :Ich bin die Andere
- 2009 : Visió - Aus dem Leben der Hildegard von Bingen
- 2012 : Hannah Arendt

#### Televisió
- 1997 : Winterkind
- 1999 : Mit fünfzig küssen Männer anders
- 1999 : Dunkle Tage
- 2004 : Die Andere Frau